# Éclairage intime
Pour plus de détails, voir Fiche technique et Distribution.
Éclairage intime (Intimní osvětlení) est un film dramatique tchèque réalisé par Ivan Passer et sorti en 1965. Le film est le premier long-métrage du réalisateur et montre deux jours de la vie quotidienne d'une famille ordinaire dans un village.
Le film a été tourné dans des intérieurs naturels par des acteurs non professionnels, ce qui apporte à l'œuvre un grand degré d'authenticité. Accueilli favorablement les critiques nationaux et étrangers, Éclairage intime est devenu progressivement un film important de la Nouvelle Vague tchèque.

## Synopsis
Dans un village, plusieurs générations vivent dans la même maison. Petr, violoncelliste soliste à Prague, arrive avec sa jeune amie pour donner un concert sur l'invitation de Bambas, son ami du conservatoire maintenant directeur d'une école de musique. Cette visite de deux jours lui donne l'occasion de faire le bilan de sa vie.

## Fiche technique
- Titre : Eclairage intime
- Titre original : Intimní osvětlení
- Réalisation : Ivan Passer
- Scénario : Jaroslav Papoušek, Ivan Passer, et Václav Šašek (cs)
- Directeur de la photographie : Miroslav Ondříček, Josef Střecha
- Montage : Jirina Lukesová
- Production : František Sandr
- Musique originale : Oldřich Korte, Joseph Hart
- Pays :  Tchécoslovaquie
- Langue : tchèque
- Couleurs : noir et blanc
- Durée : 73 minutes
- Genre	: Comédie dramatique
- Date de sortie : 8 avril 1965

## Distribution
- Karel Blazek : professeur de musique Bambas
- Zdeněk Bezušek : Petr
- Vera Křesadlová : Stepa
- Jaroslava Štědrá : Marus (Marie)
- Jan Vostrčil : grand-père
- Vlastimila Vlková : grand-mère
- Miroslav Cvrk : Kaja
- Dagmar Redinová : la jeune Marie
- Karel Uhlík : le pharmacien

## Sortie vidéo
Eclairage intime sort en DVD en édition limitée à 1000 exemplaires le 10 août 2020, édité par Malavida, avec un nouveau master restauré, des bonus inédits, un livret (20 pages) et une nouvelle jaquette dessinée.

## Autour du film
- Le Concerto pour violoncelle de Dvořák revient de manière récurrente dans le film.